# KRT72
KRT72 هوَ كيراتين يُشَفر بواسطة جين KRT72 في الإنسان.